# Jožica Puhar
Jožica Puhar (ur. 19 marca 1942 w Kranju, zm. 15 stycznia 2024) – słoweńska socjolog i polityk.

## Życiorys
Ukończyła szkołę muzyczną w Kranju i potem przez kilka lat grała na flecie w lokalnej orkiestrze symfonicznej. W 1963 roku ukończyła studia I stopnia na Wydziale Prawa w Lublanie, a potem już w latach 70. XX wieku studiowała socjologię na Wydziale Socjologii, Nauk Politycznych i Dziennikarstwa. W latach 1964–1978 pracowała w urzędzie pracy (Zavod za zaposlovanje). Po ukończeniu socjologii prowadziła badania w Instytucie Socjologii w Lublanie. W latach 1979–1983 pracowała w Kranju w Radzie Miejskiej. Potem była zastępcą dyrektora ds. pozamedycznych w Instytucie Chorób Płuc i Gruźlicy. Od 16 maja 1990 roku do 25 stycznia 1993 była ministrem pracy w I i II rządzie Republiki Słowenii. W trzecim rządzie Republiki Słowenii 25 stycznia 1993 została mianowana ministrem pracy, rodziny i spraw społecznych. Funkcję tę pełniła do 21 czerwca 1994 roku.
Od 1994 do września 1999 roku była ambasadorem Słowenii w Macedonii, a od 2002 do 2006 była ambasadorem Słowenii w Grecji. Po powrocie przeszła na emeryturę. Opiekowała się wnukami, działała w organizacjach skupiających emerytów. Była członkiem klubu byłych ambasadorów Słowenii.